# Melchor López
Melchor López Jiménez o Melchor López Ximénez, (Hueva (Guadalajara), 19 de enero de 1759 - Santiago de Compostela, 19 de agosto de 1822) fue un compositor especializado en música sacra y maestro de capilla de la Catedral de Santiago de Compostela.

## Biografía
Melchor López Ximénez, fue hijo de Gregorio-Antonio López y de María Teresa Ximénez, naturales de Hueva, Alcarria de Guadalajara. A los nueve años es enviado a Madrid, junto a su tío paterno, Melchor López Merchante, sacerdote de la parroquia de San Nicolás de Bari. En Madrid pasó su infancia y juventud. Hasta 1784 estudia música en el Colegio de Niños Cantorcitos de la Capilla Real, con maestros como el organista de la Real Capilla, José Lidón. Bajo la dirección de Lidón y como parte de su aprendizaje, compuso una serie de Intentos y otras piezas para órgano que se conservan en el Archivo Musical de la Catedral de Santiago de Compostela junto con obras de José de Nebra, José Elías y José Lidón copiadas por Melchor López.
Oposita la plaza de organista de la catedral de Burgo de Osma (1783) y al magisterio de capilla de la catedrales de Plasencia (1781), Ávila (1782) y finalmente Santiago de Compostela, en la que obtiene el 23 de marzo de 1784 el puesto de maestro de capilla, sucediendo en la dignidad de canónigo al fallecido maestro italiano Buono Chiodi. Ser canónico en Santiago le obligó a pasar las pruebas de limpieza de sangre. En Santiago permaneció casi cuarenta años dedicado a la enseñanza de los niños de coro, a la composición de música para el culto en la catedral y a la dirección de la capilla y de la orquesta durante las celebraciones.
En 1794, cuando fallece su padre, viaja a Madrid. Según una tradición narrativa, en este viaje López se impregnó del clasicismo europeo de mediados del siglo XVIII, asumió influencias de Haydn, Mozart y otros y abandonó el estilo aprendido durante su formación en la Capilla Real de Madrid. En realidad, la música de Haydn y Mozart era bien conocida tanto en Madrid como en Galicia en 1794 y nada tiene de extraño que López aplicase estilemas centroeuropeos en su Misa de Requiem de 1799, que es considerada su obra maestra. El Requiem fue concebido como una obra insignia de la Catedral de Santiago, que la estableció como parte del protocolo musical para los funerales de canónigos y reyes durante más de cien años. Así fue hasta que en 1903 fue retirada del cantoral, junto con otras piezas de López, porque no se ajustaba a los nuevos cánones litúrgicos. Entre los miembros de la comisión que tomó esta decisión se encontraba el también organista y maestro de capilla, Santiago Tafall.
Como parte de sus obligaciones laborales López componía anualmente villancicos lúdicos para las fiestas del 28 de diciembre en el Seminario de Santiago de Compostela, de los que se conservan varias docenas. Entre ellos se cuentan unos pocos villancicos sobre libretos en gallego, a pesar de que la mayoría están incompletos y su interpretación pública no está documentada, se ha creado un mito nacionalista en torno a los mismos al grado de haber sido considerados iconos políticos y culturales.
Murió en Santiago de Compostela el 19 de agosto de 1822 y fue sepultado en el claustro de la Catedral.

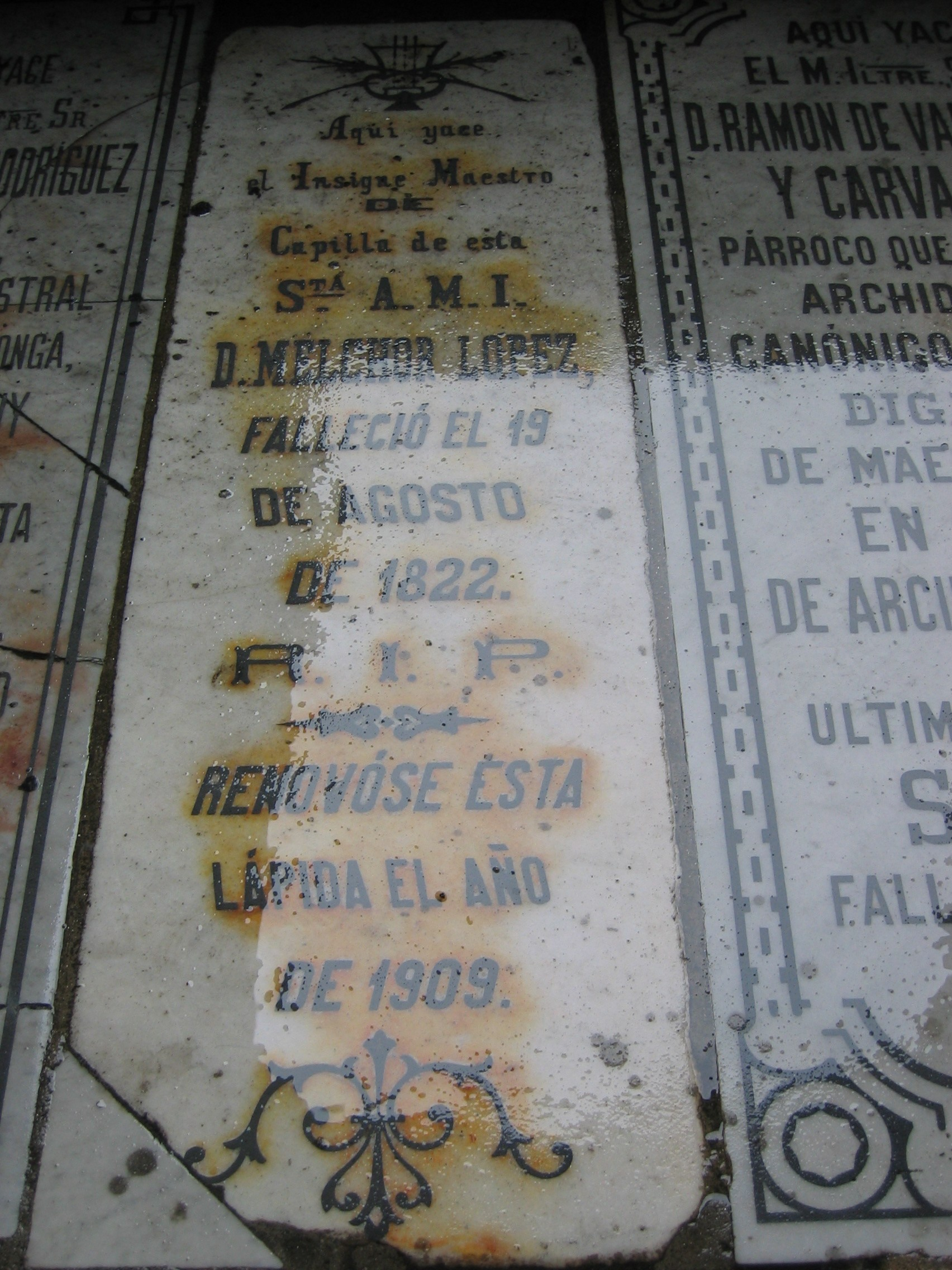
Lápida de Melchor López Ximénez en la catedral de Santiago de Compostela

## Obra
La mayoría de su abundante producción musical se conservan en la Catedral de Santiago: 18 volúmenes encuadernados con 931 partituras de misas, lamentaciones, motetes, responsorios, villancicos, etc. El volumen de las misas se encuentra en la catedral de Lugo. Las catedrales de Tuy y Mondoñedo también conservan copias de la obra de Melchor. Su música, conservadora y de excelente factura formal, no tuvo difusión fuera de Galicia. Sus perspectivas tradicionalistas quedan reflejadas en los informes de Melchor López sobre ejercicios de oposición en otras catedrales gallegas, como el de Gaspar Esmit, realizada en 1806 a pedido del Cabildo de Tuy.
- Melchor López: Misa de Réquiem (1799), edición de Joán Trillo Pérez, Santiago de Compostela: Música en Compostela, 1987. ISBN 9788460050186
- Melchor López: Vilancicos galegos da catedral de Santiago, edición de Carlos Villanueva y Joám Trillo Pérez, Sada: Ed. do Castro, 1980. ISBN 9788474920451
- Quince Intentos para órgano (Madrid: 1773-1783)